# Reality in Black
Reality in Black (anche stilizzato in reality in BLACK) è il secondo album in studio in lingua coreana (il terzo in totale) del gruppo musicale sudcoreano Mamamoo. Distribuito da Kakao M, l'album è stato pubblicato il 14 novembre 2019 da RBW Entertainment.
Contiene undici tracce, inclusi i singoli estratti Destiny e Hip: quest'ultima ha raggiunto la top 5 della classifica di Circle Chart.

## Successo commerciale
L'album ha scalato le classifiche settimanali sudcoreane, diventando così il secondo album numero uno del gruppo, e rientrando nelle prime 20 posizioni della classifica di Billboard US World Albums Chart. 

## Tracce
1. Destiny – 4:07 (Kim Do-hoon, Park Woo-sang)
2. Universe – 3:35 (testo: Cosmic Sound, Cosmic Girl, Moonbyul – musica: Cosmic Sound, Cosmic Girl)
3. Ten Nights – 3:37 (testo: Won Yeon-jeong, Kim Hyun-A, Hwang Seong-jin – musica: Coco Tofu Dad, Jang Jin-yeong, Hwang Seong-jin)
4. Hip – 3:18 (Kim Do-hoon, Park Woo-sang, Hwasa)
5. 4x4ever – 3:04 (testo: Lee Sang-ho, IGGY, Yongbae, Moonbyul – musica: Lee Sang-ho, IGGY, Yongbae, Mayu Wakisaka)
6. Better – 3:16 (testo: Cosmic Sound, Cosmic Girl, Moonbyul – musica: Cosmic Sound, Cosmic Girl)
7. Hello Mama – 3:39 (testo: Yongbae, Lee Woo-sang, Moonbyul – musica: Yongbae, Lee Woo-sang)
8. ZzZz – 3:25 (testo: Lee Woo-sang, Ryu Jisoo, Moonbyul – musica: Lee Woo-sang, Ryu Jisoo)
9. Reality – 3:03 (Park Woo-Sang)
10. High Tension – 3:18 (testo: Jarry Potter, Moonbyul – musica: Park Hae-il, Jarry Potter, Big Sancho)
11. I'm Your Fan – 2:27 (Solar)

Tracce bonus dell'edizione giapponese
1. Hip (Japanese Version) – 3:18 (Kim Do-hoon, Park Woo-sang, Hwasa)
2. Shampoo – 3:15 (testo: Eri Osanai, Moonbyul, Im Sang-hyuck, Coco Tofu Dad, SUKA – musica: Im Sang-hyuck, Coco Tofu Dad)

## Classifiche

### Classifiche settimanali
| Classifica (2019) | Posizione massima |
| ----------------- | ----------------- |
| Corea del Sud     | 1                 |

### Classifiche di fine anno
| Classifica (2019) | Posizione |
| ----------------- | --------- |
| Corea del Sud     | 53        |